# Rafflesia manillana
Rafflesia manillana este o specie de plante parazite din genul Rafflesia, familia Rafflesiaceae, ordinul Malpighiales, descrisă de Teschemacher. Conform Catalogue of Life specia Rafflesia manillana nu are subspecii cunoscute.